# (6558) Norizuki
(6558) Norizuki est un astéroïde de la ceinture principale.

## Description
(6558) Norizuki est un astéroïde de la ceinture principale. Il fut découvert le 14 avril 1991 à Kitami par Kin Endate et Kazuro Watanabe. Il présente une orbite caractérisée par un demi-grand axe de 2,26 UA, une excentricité de 0,06 et une inclinaison de 4,0° par rapport à l'écliptique.

## Compléments